# Sợi trương lực
Sợi trương lực (tiếng Anh:Tonofibril) là cấu trúc protein tế bào chất, nằm trong biểu mô, phân bố tập trung tại thể liên kết và thể bán liên kết. Đây là các sợi tơ nằm trong tế bào biểu mô, neo vào khung xương tế bào. Rudolf Heidenhain là người phát hiện, Louis-Antoine Ranvier là người đầu tiên mô tả vào năm 1897.

## Thành phần
Siêu sợi trương lực (Tonofilament) là các sợi trung gian keratin tạo nên sợi trương lực ở biểu mô. Trong tế bào biểu mô, siêu sợi trương lực vòng qua thể liên kết. Quan sát thấy siêu sợi trương lực bằng kính hiển vi điện tử .
Protein filaggrin được cho là có vai trò quan trọng trong việc giữ các siêu sợi trương lực với nhau, tạo thành sợi trương lực. Protein này tương tác với các sợi trung gian, đặc biệt là keratin. Nó được tổng hợp dưới dạng protein tiền thân (protein precursor) khổng lồ tên là profilaggrin (khối lượng > 400 kDA ở người).